# Puccinia conii
Puccinia conii är en svampart som först beskrevs av F. Strauss, och fick sitt nu gällande namn av Karl Wilhelm Gottlieb Leopold Fuckel 1870. Puccinia conii ingår i släktet Puccinia och familjen Pucciniaceae.   Inga underarter finns listade i Catalogue of Life.